# Roepkeella
Roepkeella is een geslacht van vlinders van de familie tandvlinders (Notodontidae).

## Soorten
- R. fuscicollis Gaede, 1930
- R. tornalis Kiriakoff, 1974
- R. viridigrisea Hampson, 1898